# Ptychozoon
Ptychozoon is een geslacht van hagedissen dat behoort tot de gekko's (Gekkota) en de familie Gekkonidae.

## Naam en indeling
De wetenschappelijke naam van de groep werd voor het eerst voorgesteld door Heinrich Kuhl in 1822. Het geslacht wordt echter niet meer erkend op basis van een publicatie van Perry L. Wood Jr., Xianguang Guo, Scott L. Travers, Yong-Chao Su, Karen V. Olson, Aaron M. Bauer, L. Lee Grismer, Cameron D. Siler, Robert G. Moyle, Michael J. Andersen en Rafe M. Brown in 2019.
Bekende vertegenwoordigers zijn Ptychozoon kuhli (nu Gekko kuhli) en Ptychozoon intermedium (nu Gekko intermedium).

## Zweefvermogen
De soorten die aan dit geslacht werden toegekend worden wel vliegende gekko's genoemd vanwege hun vermogen om stukjes te zweven. Ze kunnen niet echt vliegen in de zin van opstijgen, maar wel behoorlijke afstanden door de lucht zweven na een sprong. Ze doen dit door de huidflappen aan de zijkanten van het lichaam als 'parachute' te gebruiken. Als de gekko op een boomschors zit, worden de huidflappen gebruikt ter camouflage; de gekko valt dan niet meer op omdat de kleuren en patronen overeenkomen met boombast. De eigenschap om stukjes te kunnen zweven delen deze dieren met soorten uit het geslacht Hemidactylus, hoewel ze bij die laatste minder sterk ontwikkeld is.